# George Laurer
George Laurer (Nueva York, 23 de septiembre de 1925-Wendell, Carolina del Norte, 5 de diciembre de 2019) fue un ingeniero estadounidense. Trabajó para IBM en Research Triangle Park en Carolina del Norte. Publicó veinte boletines, obtuvo veinticinco patentes y desarrolló el Código Universal de Producto (UPC) a principios de la década de 1970. Ideó la codificación y el patrón utilizados para la UPC, basándose en la idea más general de Joe Woodland para los códigos de barras. 

## Biografía

### Infancia y juventud
Tras nacer en Nueva York, su familia se trasladó a Baltimore (Maryland), para que su padre, ingeniero eléctrico, pudiera trabajar para la Marina de los Estados Unidos. Laurer se recuperó de la polio que contrajo cuando era adolescente, sin embargo, mientras estaba en el 11.º grado, fue reclutado por el Ejército de los Estados Unidos durante la Segunda Guerra Mundial. Después de ser dado de baja del ejército, asistió a la escuela técnica donde estudió reparación de radio y televisión. Al finalizar su primer año en la escuela técnica, su instructor lo convenció de que no debía continuar ese curso de estudio, sino que debía ir a la universidad. Laurer se graduó de la Escuela de Ingeniería A. James Clark de la Universidad de Maryland en 1951. Mantuvo su interés por la radio, conservando la licencia de radioaficionado.

### Carrera

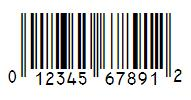
Código Universal de Producto fue desarrollado por Laurer mientras estaba en IBM

Laurer se unió a IBM en 1961 como ingeniero júnior con treinta y seis años, permaneciendo allí hasta su jubilación en junio de 1987, con sesenta y dos años. En 1969, al ser ascendido a ingeniero-científico sénior se mudó a las oficinas de la compañía en Research Triangle Park en Carolina del Norte.
En IBM se le asignó la tarea de desarrollar códigos de barras para su uso en supermercados. Inicialmente, IBM diseñó un patrón circular de tiro al blanco similar al propuesto por Joe Woodland en la década de 1940. Laurer se dio cuenta de que el patrón no era efectivo debido a las manchas durante la impresión. En cambio, diseñó un patrón vertical de rayas que propuso a su superior en 1971 o 1972. Este cambio fue aceptado por la gerencia de IBM y Laurer comenzó a trabajar con Woodland y el matemático David Savir para desarrollar y refinar los detalles. Estos incluyeron la adición de un dígito de verificación para proporcionar corrección de errores. En 1973, la propuesta de IBM fue aceptada por el Comité de Selección de Símbolo del Consejo Uniforme de Código de Productos de Comestibles, un consorcio de compañías de supermercados.
El Código Universal de Productos tiene patrones de bits al principio, en el medio y al final del código de barras llamados barras de protección y estos han sido interpretados como los dígitos 666. Cuando desarrolló el código por primera vez, Laurer notó que el dígito 6 aparecía varias veces y que esto podría interpretarse como el número de la bestia, ya que su hija estaba estudiando el libro de Apocalipsis. Cuando los códigos comenzaron a aparecer en las tiendas, hubo protestas y se desarrolló una leyenda urbana. Laurer abordó esto en su sitio web:
Respuesta: Sí, RESUELVE el código para un seis. Una paridad par 6 es:
1 barra ancha negra de módulo
1 espacio blanco ancho de módulo
1 módulo / barra negra ancha Espacio blanco
4 módulos de ancho.
No hay nada siniestro en esto ni tiene nada que ver con la "marca de la bestia" de la Biblia (The New Testament, The Revelation, Capítulo 13, párrafo 18). Es simplemente una coincidencia como el hecho de que mi primer nombre, segundo nombre y apellido tienen 6 letras. Tampoco hay conexión con un código de dinero internacional.

### Legado
Laurer poseía veinticinco patentes y fue autor de veinte boletines de divulgación técnica publicados. En 1976, recibió el Premio Raleigh Inventor del Año. En 1980, recibió el premio al Logro Técnico Corporativo de IBM.
A partir de 2019, los códigos de barras UPC se escaneaban más de seis mil millones de veces al día, según GS1.

## Fallecimiento
Laurer vivió en Wendell, Carolina del Norte hasta su muerte el 5 de diciembre de 2019. Su esposa, Marilyn Slocum Laurer, murió en 2013. Tenían cuatro hijos.

## Publicaciones
- Savir, David; Laurer, George J. (1975). «The characteristics and decodability of the Universal Product Code symbol». IBM Systems Journal 14 (1): 16-34. doi:10.1147/sj.141.0016.